# 沖縄下水道公社
沖縄下水道公社（おきなわげすいどうこうしゃ）は、沖縄下水道公社法（1967年立法第106号）に基づく琉球政府管轄の公社で、複数の市町村にまたがる流域下水道を管理運営することを目的としている。復帰後は、沖縄県下水道管理事務所（現在の土木建築部下水道課）に業務移管した。